# Gigaset AG
Die Gigaset AG mit Sitz in Bocholt war die börsennotierte Führungsgesellschaft der Gigaset Communications GmbH. 2022 erzielte das Unternehmen einen Umsatz von 241 Millionen Euro und beschäftigte weltweit 868 Mitarbeiter. Im September 2023 hat das Unternehmen Insolvenz angemeldet. Die wesentlichen Geschäftsbereiche einschließlich der Fabrik in Bocholt wurden von der Snom Solutions GmbH unter dem Dach der VTech Holdings Limited aus Hongkong übernommen, welche seitdem als Gigaset Technologies GmbH firmiert.

## Geschichte

### Anfänge in Bad Salzschlirf

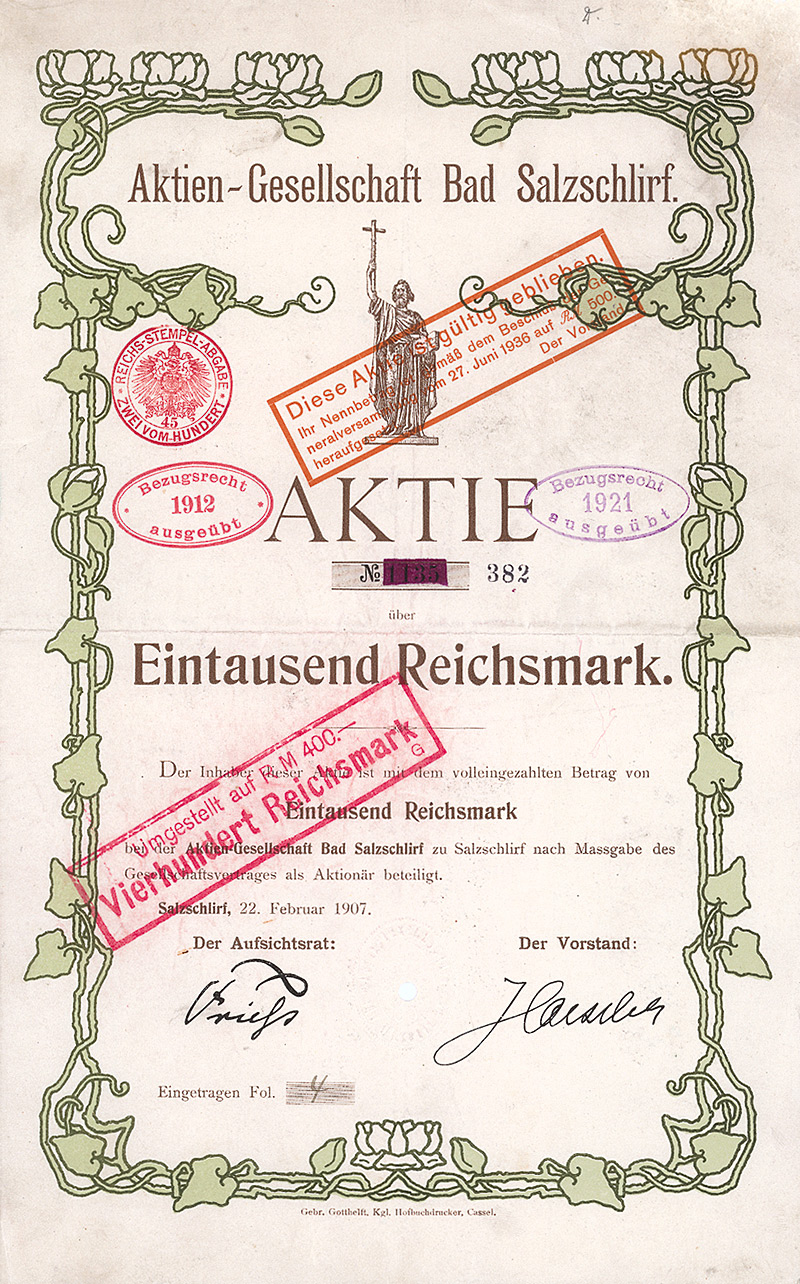
Aktie über 1000 Mark der AG Bad Salzschlirf vom 22. Februar 1907

Am 26. Januar 1900 gründete Hermann Vollrath die Aktiengesellschaft Bad Salzschlirf, die den kompletten, seit 1838 bestehenden Kurbetrieb im Kurort Bad Salzschlirf für 1,25 Mio. Mark übernahm. Daneben übernahm die AG Bad Salzschlirf Berechtigungen für Quellen und Bergwerke, füllte Wasser aus dem Salzschlirfer Bonifatiusbrunnen ab und vertrieb unter anderem Mineralwasser und Limonaden aus den Bad Salzschlirfer Quellen. Das Unternehmen gab Aktien zu 100 und 1.000 Mark Nominalwert aus. Zu Kriegsanfang 1939 endete der reguläre Badebetrieb. Die drei Kurhotels der AG Bad Salzschlirf wurden beschlagnahmt und dienten fortan als Lazarett für verwundete Soldaten. 1949 wurden sie zunächst Quartier für Besatzungstruppen, ehe sie ein Jahr später wieder in den Besitz der AG Bad Salzschlirf gingen.
Das Kostendämpfungsgesetz verbunden mit Missmanagement brachte die AG Bad Salzschlirf in finanzielle Schwierigkeiten, sodass sie sich Anfang der 1990er Jahre von 300 Mitarbeitern trennen, drei Bäder, den Mineralbrunnenbetrieb und das Moorbadehaus verkaufen und ein Kurhotel schließen musste. Dies reichte jedoch nicht zur Reduzierung der Verluste, weshalb die AG Bad Salzschlirf, die sich laut dem damaligen Aufsichtsratsvorsitzenden Fritz Kramer in den letzten Jahren immer mehr zur verlustreichen Immobiliengesellschaft entwickelt hatte, am 7. Februar 2001 wegen Zahlungsunfähigkeit Insolvenz anmelden musste. Großaktionäre waren zu der Zeit zu rund 45 % der Landkreis Fulda, zu rund 25 % die Landesbank Baden-Württemberg und zu rund 11 % die Familie Retzmann. Zum 31. Juli 2001 erhielten alle Mitarbeiter die Kündigung, und es begann die Verwertung der noch im Besitz der Firma befindlichen Immobilien. Den Kurbetrieb übernahm die Gemeinde Bad Salzschlirf mithilfe einiger Investorengruppen. Für den nun verbliebenen Börsenmantel unterbreiteten der Investor Peter Löw und die Buchanan-Gruppe des Investors Steven Wilkinson ein Übernahmeangebot zu 32,60 Euro je Aktie. Nach Ende der Angebotsfrist am 31. Juli 2002 kontrollierten sie 83 Prozent des Kapitals.

### Neustart als Arques Industries
Im Juni 2002 berief die AG Bad Salzschlirf eine Hauptversammlung ein. Dort wurden der neue Geschäftszweck und der Firmenname Arques vorgestellt, der sich laut Löw an das spanische Wort für Bögen (arcos) anlehnte. Neuer Geschäftszweck war die Beteiligung an sanierungsbedürftigen mittelständischen Unternehmen mit dem Ziel, sie nach Sanierung und Neuausrichtung zu veräußern.
Am 27. Juli 2005 erwarb die Arques Industries 95 % der Anteile der Arquana International Print & Media, Ende August 2007 hatte Arques seinen Anteil an Arquana auf unter 20 % reduziert, am 7. Januar 2008 stellte Arquana beim Amtsgericht Neumünster Antrag auf Eröffnung eines Insolvenzverfahrens.
2008 erwarb Arques den Bereich Siemens Home and Office Communication Devices von Siemens für 45 Millionen Euro. Ein Streit mit Siemens wegen ausstehender Zahlungen sowie Garantien endete mit einem Vergleich.

### Umfirmierung zu Gigaset
2010 wurde die Arques Industries in Gigaset umfirmiert. Das Unternehmen verkaufte sämtliche Beteiligungen mit Ausnahme der beiden Tochterunternehmen Gigaset Communications (Telefone) und der SM Electronic (Satreceiver). Ende Oktober 2013 zeichnete der chinesische Investor Pan Sutong (über den Goldin Fund) im Rahmen einer Kapitalerhöhung 24 % am Kapital der Gigaset, bis 2015 hatte er diesen auf rund 73 % ausgebaut und somit eine beherrschende Mehrheit. Die Investorenvereinbarung enthielt Regelungen über Kapitalmaßnahmen für den Aufbau neuer Geschäftsbereiche für Tablet-Computer, Smartphones und anderer mobiler Kommunikationsgeräte.
Im Januar 2014 wurde die SM Elektronic als letztes Tochterunternehmen außerhalb des Telekommunikationsbereichs verkauft. Im November 2015 wurde bekannt, dass sich Gigaset von 550 Mitarbeitern trennen muss. Im Dezember 2015 wurden die damaligen Vorstandsmitglieder Charles Fränkl und Kai Dorn mit sofortiger Wirkung abberufen und als neuer Vorstandsvorsitzender der bisherige Werksleiter (COO) der Gigaset-Fertigung in Bocholt, Klaus Weßing, und für das Amt des Finanzvorstands der bei Start-ups tätige Manager Hans-Henning Doerr eingestellt. Auf Hans-Henning Doerr, der sein Mandat aus persönlichen Gründen mit Wirkung zum 31. Dezember 2017 niederlegte, folgte mit Wirkung zum 1. Februar 2018 Stephan Mathys, der ebenfalls kurze Zeit später zum 13. Dezember 2018 sein Vorstandsmandat aus persönlichen Gründen niederlegte. Im August 2019 wurde Thomas Schuchardt als CFO der Gigaset AG berufen. Anfang 2023 übernahm Magnus Ekerot mit seiner Berufung zum CEO und Vorstandsvorsitzenden das Amt von Klaus Weßing, der in den Ruhestand wechselte.

### Gründung von Gigaset Communications
Die zunächst hundertprozentige Tochter von Siemens wurde im Oktober 2005 gegründet. Die Firma führte die Tätigkeiten des Geschäftsgebiets Customer Premises Equipment (CPE) von Communications, einem ehemaligen Geschäftsbereich der Siemens AG, fort. Das Unternehmen wurde gegründet, nachdem sich Siemens am 1. Oktober 2005 von seiner Mobilfunksparte (MD) getrennt hatte. CPE, das vormals zusammen mit MD wirkte, verblieb bei Siemens und wurde in ein eigenständiges Unternehmen gewandelt. Zum 1. Oktober 2006 wurde der Bereich COM bei Siemens aufgelöst. Dabei ging die Netzsparte an Nokia Siemens Networks B.V., ein Joint Venture mit Nokia, und das Unternehmensgeschäft (HiCOM) wurde in eine eigenständige Gesellschaft (Siemens Enterprise Communications) überführt.
Mit Wirkung zum August 2008 wurde die Siemens Home and Office Communication Devices zu 80,2 % an die Arques Industries verkauft und firmierte ab Oktober 2008 unter dem Namen Gigaset Communications GmbH. Anfang 2009 waren 2100 Mitarbeiter bei Gigaset beschäftigt, davon 1670 in Deutschland. Das Vorgängerunternehmen Siemens Home and Office Communication Devices erzielte im Geschäftsjahr 2005 (30. September) einen Umsatz von rund einer Milliarde Euro.

### Insolvenzverfahren der Gigaset AG
Am 19. September 2023 beschloss der Vorstand der Gigaset AG einen Antrag auf Eröffnung eines Regelinsolvenzverfahrens für die Gigaset AG sowie einen Antrag auf Eröffnung eines Insolvenzverfahrens in Eigenverwaltung für die Gigaset Communications GmbH beim Amtsgericht Münster zu stellen. Als Grund wurde „ein unerwarteter und erheblicher Umsatzrückgang im zweiten Halbjahr 2023“ und ein damit verbundener Mangel an Liquidität angegeben, den das Unternehmen nach eigenen Angaben nicht über andere Geld- bzw. Kreditgeber habe absichern können. Ein Artikel der Süddeutschen Zeitung unterstellte dem Hersteller zusätzlich noch die Abhängigkeit von einem alten Geschäftsmodell.
Am 2. April 2024 wurde die Gesellschaft an die VTech-Tochter Snom verkauft. Am 5. April wurde die Übernahme offiziell als abgeschlossen vermeldet. Da das Smarthome-Geschäft nicht Teil der Übernahme war und kein anderer Käufer gefunden wurde, wurde dieser Geschäftsbereich zum 29. März 2024 eingestellt.

### Gigaset Technologies GmbH
Das ehemals als Snom Solutions GmbH firmierende Unternehmen unter dem Dach der VTech Holdings Limited aus Hongkong hat sich im Zuge der Übernahme in Gigaset Technologies GmbH umbenannt. Hierbei wurden Gigasets Geschäftsbereiche DECT (Digital Enhanced Cordless Telecommunications) Schnurlostelefone, Business-Telefonielösungen für Unternehmenskunden und Android-basierte mobile Kommunikation, sowie die Fabrik in Bocholt, übernommen.

## Unternehmensstruktur

### Rechtsform
Das Unternehmen war die Dachgesellschaft seiner Tochtergesellschaft(en). Es übernimmt die Leitung der international tätigen Unternehmensgruppe, ihr zuletzt einziges Beteiligungsunternehmen war die Gigaset Communications GmbH mit Sitz in Bocholt.

### Aktionärsstruktur
Hauptaktionär der Gigaset AG war die Goldin Fund Pte. Ltd. aus Singapur mit ca. 73,50 %. Die übrigen Aktien waren im Streubesitz. Gigaset war im Prime Standard der Deutschen Börse notiert und wurde sowohl im Xetra als auch an der London Stock Exchange gehandelt.

### Management

#### Vorstand
Dem Vorstand gehörten zuletzt (April 2023) zwei Personen an. Magnus Ekerot, war seit Januar 2023 Vorstandsvorsitzender und CEO. Finanzvorstand war Thomas Schuchardt seit August 2019.

#### Aufsichtsrat
Der Aufsichtsrat bestand aus sechs Mitgliedern. Vorsitzender ist Hau Yan Helvin Wong (Rechtsanwalt, Brisbane) und stellvertretende Vorsitzende ist Barbara Münch (Rechtsanwältin, München). Weitere Mitglieder sind Paolo Vittorio Di Fraia (Kaufmann, Paris), Ulrich Burkhardt (Steuerberater und Wirtschaftsprüfer, Fürstenfeldbruck), Jenny Pan (Kauffrau und CEO, Rutherford) und Rainer Koppitz (CEO und Co-Founder der KATEK GROUP, München).

### Standorte
Der Gigaset-Konzern unterteilt sich in die regionalen Bereiche Europa, Amerika sowie Asien-Pazifik und Mittlerer Osten. Den Großteil seines Umsatzes generiert das Unternehmen in Europa, insbesondere in Deutschland und Frankreich. Das amerikanische Segment fasst die Tätigkeiten der Gigaset AG in den Vereinigten Staaten, Brasilien und Argentinien zusammen. Asien-Pazifik/Mittlerer Osten beinhaltet die Märkte in China und den Vereinigten Arabischen Emiraten.
Neben den Standorten Bocholt und München ist Gigaset mit Auslandsgesellschaften in Arnheim (Niederlande), Breslau (Polen), Chester (Großbritannien), Courbevoie (Frankreich), Istanbul (Türkei), Madrid (Spanien), Mailand (Italien), Moskau (Russland), Shanghai (China), Solothurn (Schweiz), Stockholm (Schweden) und Wien (Österreich).

### Kennzahlen
| in Mio. €       | 2016  | 2017  | 2018  | 2019  | 2020  | 2021  | 2022  |
| --------------- | ----- | ----- | ----- | ----- | ----- | ----- | ----- |
| Konzernumsatz   | 281,9 | 293,3 | 280,3 | 257,9 | 214,2 | 217,1 | 241,3 |
| EBITDA          | 025,0 | 125,3 | 122,1 | 028,5 | 001,9 | 017,4 | 017,9 |
| EBIT            | 012,8 | 012,2 | 008,5 | 013,7 | −13,0 | 002,7 | 001,8 |
| Konzernergebnis | 004,3 | 007,9 | 003,4 | 011,3 | −10,5 | 000,5 | 0−5,6 |
| Bilanzsumme     | 221,7 | 226,9 | 213,1 | 222,6 | 204,9 | 192,2 | 191,5 |
| Mitarbeiterzahl | 01061 | 00930 | 00888 | 00895 | 00893 | 00868 | 00857 |

| Bereich    | Umsatz (2020 in Mio. €) | Umsatz (2019 in Mio. €) |
| ---------- | ----------------------- | ----------------------- |
| Endgeräte  | 170,6                   | 197,6                   |
| Smart Home | 002,5                   | 003,7                   |
| B2B        | 041,1                   | 056,6                   |

| Region                | Umsatz (2020 in Mio. €) | Umsatz (2019 in Mio. €) |
| --------------------- | ----------------------- | ----------------------- |
| Deutschland           | 094,7                   | 121,3                   |
| EU (ohne Deutschland) | 085,2                   | 098,1                   |
| Rest der Welt         | 034,3                   | 038,5                   |
| Summen                | 214,2                   | 257,9                   |

## Engagement

### Sportsponsoring
Im Fußball ist Gigaset seit 2015 Offizieller Partner des Fußball-Rekordmeisters FC Bayern München. Auch außerhalb der Bundesliga-Ebene ist das Unternehmen aktiv. Es ist Hauptsponsor der Heimmannschaft, des 1. FC Bocholt. Dieses Engagement begann 2018. Von 2019 bis 2023 war Gigaset auch Namensgeber des Heimstadions des Vereins, der Gigaset Arena.
In Frankreich ist Gigaset seit 2018 einer der Hauptsponsoren der Handball-Liga. In Spanien ist das Unternehmen im Bereich des eSports aktiv; es unterstützt das Gaming-Team Club x6tence.